# Fernando (Lied)
Fernando ist ein Popsong von ABBA aus dem Jahr 1976. Die Ballade wurde von Benny Andersson, Björn Ulvaeus und Stig Anderson geschrieben, ursprünglich mit schwedischem Text für ein Soloalbum von Anni-Frid Lyngstad, die auch den Hauptgesang für die englische ABBA-Version übernahm, begleitet von Agnetha Fältskog in den Backing Vocals.
Das Stück wurde im März 1976 als Single veröffentlicht und erreichte in zwölf Ländern Platz 1 der Charts sowie in neun weiteren die Top 10. Sie wurde unter anderem in Deutschland, Frankreich, Großbritannien und Australien mit einer Goldenen Schallplatte ausgezeichnet. Damit ist Fernando eine der erfolgreichsten Singles in der Diskografie der Gruppe.

## Entstehung
Der Song wurde im Sommer 1975 für Lyngstads Soloalbum Frida ensam („Frida allein“) komponiert, das von Andersson produziert wurde. Da das Album hauptsächlich aus Coverversionen auf Schwedisch bestand, wollten er und Ulvaeus zusätzlich einen eigenen neuen Song beisteuern. Anfangs bestand keine Absicht, den Titel auch als ABBA-Version aufzunehmen. Die Produktion begann am 4. August 1975 im Glen Studio im Stockholmer Vorort Stocksund unter dem Arbeitstitel Tango. Die Versuche im ersten Take stellten die Musiker nicht zufrieden, insbesondere aufgrund des steifen Rhythmus. Ein Auszug aus diesem Demoband wurde 1993 im Medley ABBA Undeleted verwendet.
Am 3. September 1975 wurde im Metronome Studio daher ein neuer Versuch unternommen, der schließlich zum Endergebnis führte. Der schwedische Text stammt von ABBA-Manager Stig Anderson, der einige Wochen benötigte, um sich einen geeigneten Titel zu überlegen. Er handelt von einer Frau, die mit ihrem Freund Fernando am Lagerfeuer sitzt und ihn zu überzeugen versucht, trotz Kummer auf die Liebe anzustoßen.
Bald wurde den Komponisten klar, dass das Stück ein internationaler Hit werden könnte. Den Text für die englische Fassung schrieb Björn Ulvaeus, der am Inhalt der schwedischen keinen Gefallen fand. Seiner Erzählung nach kam ihm die Idee für den besungenen sternenklaren Himmel in einer Sommernacht auf Viggsö, einer Insel in den schwedischen Schären, wo er mit Fältskog ein Sommerhaus besaß. Der Name Fernando brachte ihn auf ein lateinamerikanisch angehauchtes Thema.
Weiter inspiriert durch die Snare drum im Intro des Songs, entwickelte er die Geschichte um zwei Revoluzzer der mexikanischen Revolution im Jahr 1910, die viele Jahre später ihren Erinnerungen nachhängen. Der Kampf für die Freiheit, über den ebenfalls im englischen Text gesungen wird, bezieht sich hingegen auf den Mexikanisch-Amerikanischen Krieg in den 1840er Jahren. Trotz der Anspielungen auf historische Ereignisse äußerte Ulvaeus, er wolle keine solchen verarbeiten, sondern lediglich eine Atmosphäre schaffen, in der die eigene Vorstellung arbeiten könne.
Fernando gehörte zu den ersten ABBA-Songs, die auf 24 Spuren aufgenommen wurden. Am 12. September 1975 wurden die Streicherarrangements durch Sven-Olof Walldoff hinzugefügt, die ursprünglich eine etwas längere Instrumentalpause zwischen dem ersten Refrain und der zweiten Strophe beinhalteten. Aus der Endversion des Stücks wurde diese herausgenommen bzw. gekürzt, allerdings entstand 1976 eine deutsche Schlagerversion des Liedes, gesungen von Lena Andersson, in der die längeren Streicherpassagen enthalten blieben.
Die Overdubs für die schwedische Lyngstad-Version erfolgten zwischen Ende September und Anfang Oktober, unter anderem wurden im KMH-Studio die Backing Vocals von Inger Öst aufgenommen. Am 10. Oktober wurde sie mit finalisierenden Flötenklängen fertig abgemischt, sodass Fernando in Schwedisch am 10. November 1975 auf dem neuen Album von Lyngstad veröffentlicht wurde.
Die Gesangsaufnahmen für die englische ABBA-Version fanden wahrscheinlich Anfang Dezember 1975 im Metronome Studio statt. Im Februar 1976 erfolgten vermutlich die letzten Overdubs. In einer frühen Abmischung war in den Refrains ein Glockenspiel enthalten, das aus der Endfassung ebenfalls herausgeschnitten wurde. Allerdings ist es in der Version einer Fernsehaufzeichnung zu hören, die Ende Januar 1976 für die deutsche Sendung Musikladen produziert wurde.
Im Januar 1980 wurde für das Album Gracias por la música eine spanische Version aufgenommen. Der Text stammte hierbei – inhaltlich angelehnt an die englische Version – von Buddy McCluskey, der die Platten der Gruppe für RCA in Argentinien vertrieb, und dessen Frau Mary.

## Veröffentlichung
Durch die parallelen Aufnahmesessions von Fernando und Dancing Queen standen Anfang 1976 zwei Titel für eine Single-Veröffentlichung zur Auswahl. Während Andersson und Ulvaeus sich explizit für Dancing Queen aussprachen, war Stig Anderson der Ansicht, dass Fernando als ruhige, besinnliche Ballade einen willkommenen Kontrast zum Single-Vorgänger Mamma Mia darstellte und deshalb möglicherweise besser beim Publikum ankommen könnte. So wurde der Song vorgezogen und erschien im März 1976 als erste Single aus den Aufnahmesessions für das neue Album, in Frankreich bereits Ende Februar.
In Schweden wollte man Fernando zunächst gar nicht in der ABBA-Version veröffentlichen, da die schwedische Version von Lyngstad bereits seit November 1975 auf dem Markt war und daher angenommen wurde, dass der Song als zusätzliche ABBA-Single überflüssig sei. Als sie im April 1976 letztendlich doch herausgegeben wurde, stieg sie schnell in die Charts ein und wurde zu einem der größten Single-Erfolge von ABBA in Schweden. Schließlich blieb Fernando ein Single-Titel und wurde nur auf den Nachpressungen der Kompilation Greatest Hits auf der Titelliste ergänzt. In Australien und Neuseeland wurde er aufgrund des großen Erfolges außerdem auf dem neuen Studioalbum Arrival mitveröffentlicht, das im Oktober 1976 erschien.

### B-Seiten
- Hey Hey Helen – Großbritannien, Skandinavien
- Tropical Loveland – Deutschland, Niederlande, Italien, Jugoslawien, Japan, Australien, Neuseeland, Österreich
- Rock Me – USA
- Mamma Mia – Mexiko
- Dance (While The Music Still Goes On) – Frankreich

## Promotion
Ein Musikvideo für Fernando wurde am 3. Februar 1976 in den Europa-Filmstudios in Bromma gedreht. Regie führte wie bei den meisten ABBA-Musikclips Lasse Hallström, der später selbst Kritik daran übte. Da die Gruppe lediglich vor einer Art Sternenhimmel um ein Lagerfeuer sitzt und Gitarre spielt, wirke seiner Ansicht nach alles ziemlich pathetisch und viel zu steif. Der Sonnenuntergang zu Beginn und in der Mitte des Videos stammte aus einem Bild in der Zeitung, das abgefilmt wurde, während der Sternenhimmel im Hintergrund der Band aus einem schwarzen Schirm mit Löchern bestand. Grund war insbesondere das geringe Budget, das für die Produktion zur Verfügung stand. Fotoaufnahmen vom Dreh dienten als Singlecover in den meisten Ländern.
In den ersten Fernsehauftritten mit dem neuen Song trugen Lyngstad und Fältskog wie schon im Musikvideo zumeist ihre „Folk-Kostüme“. Für die Sendung Musikladen von Radio Bremen TV wurde Ende Januar 1976 im Rahmen des Specials The Best of ABBA unter anderem eine Aufzeichnung von Fernando produziert, die am 6. März erstmals ausgestrahlt wurde. Am 22. Februar trat die Gruppe damit in der Sendung Système 2 in Monte-Carlo auf sowie zwei Tage später bei Midi-Première in Paris.
Bereits am 1. März wurde für die australische Musiksendung Countdown ein kurzes Interview mit Lyngstad, Andersson und Ulvaeus im winterlichen Stockholm gedreht, in dem sie ihre neue Single vorstellten. Wenige Tage später traten sie eine Promotionsreise nach Australien an, wo der Musikclip am 5. März in der Sendung A Current Affair zum ersten Mal im Fernsehen gezeigt wurde. Am 8. März trat die Gruppe unter anderem mit Fernando in der Don Lane Show in Melbourne auf, einige Tage später wurde das Lied für ein ABBA-Special von Bandstand ein weiteres Mal aufgezeichnet.
Am 7. April 1976 hatte die Gruppe in der britischen Sendung Top of the Pops erstmals einen Live-Auftritt mit dem Stück. Fernando wurde im Laufe des Jahres in weiteren Ländern im Fernsehen präsentiert, darunter auf Promotiontouren nach Polen, die USA und Kanada.

## Rezeption
Der Song gehörte seit seiner Veröffentlichung zum Standard-Repertoire von ABBA und wurde bei allen folgenden Tourneen, wie 1977 durch Europa und Australien oder 1979 durch Nordamerika und Europa, auf die Setlist gesetzt. Live-Aufnahmen erschienen später auf den Alben ABBA Live aus 1986 sowie ABBA Live at Wembley Arena von 2014.
Wegen der aufgegriffenen Themen wie Freiheitskampf, Kriegstrauma oder Waffengebrauch wird Fernando oftmals als Anti-Kriegslied verstanden.
Die britische Gruppe Brotherhood of Man, die wie ABBA aus zwei Frauen und zwei Männern bestand und 1976 den Eurovision Song Contest gewonnen hatte, veröffentlichte 1977 ihren Song Angelo, der u. a. in Großbritannien und Irland die Chartspitze erreichte. Vielfach wurde dieses Stück als von Fernando „abgeschaut“, zumindest jedoch als stark davon inspiriert bezeichnet.
In Australien ging die Textzeile “Can you hear the drums ...” mit einem danach beliebig eingesetzten Namen in den allgemeinen Sprachgebrauch ein.
Im Nordsommer 1976 wurde die Melodie von Fernando für eine Werbespotreihe der Panasonic-Marke National in Australien genutzt. Der englische Originaltext des Refrains “There was something in the air that night, the stars were bright, Fernando ...” wurde in “There are many things we share with you, together you and National ...” umgetextet. In den fünf Werbespots ist die Gruppe dabei zu sehen, wie sie verschiedene Geräte der Marke wie Radios, Kopfhörer oder Staubsauger verwendet. Sämtliche Szenen wurden in Stockholm gedreht, die Spots wurden aber hauptsächlich in Australien ausgestrahlt. Außerdem gab es zahlreiche Werbeanzeigen in den australischen Zeitungen. ABBA verdiente mit der Kampagne rund eine Million australische Dollar. Letztendlich missfiel den Künstlern jedoch die Adaptierung eines ihrer Stücke für die Werbung, weswegen in der späteren Bandkarriere keine ABBA-Songs mehr für Werbekampagnen verwendet wurden.
In der Sendung Die ultimative Chartshow wurde das Lied 2014 zum erfolgreichsten Song von ABBA erklärt.

## Kommerzieller Erfolg

### Chartplatzierungen
Als die Single Fernando im März 1976 veröffentlicht wurde, befand sich die Begeisterung für ABBA und deren Musik auf einem Höhepunkt. Die Vorgänger-Single Mamma Mia war zu einem internationalen Erfolg geworden, ebenso das Best-of-Album Greatest Hits, wodurch die Nachfrage nach neuen ABBA-Platten entsprechend groß war. 
Fernando stieg in 22 Ländern in die Charts ein und wurde zum Nummer-eins-Hit in Deutschland, Österreich, der Schweiz, Großbritannien, Irland, Belgien, den Niederlanden, Australien, Neuseeland, Portugal, Mexiko und Südafrika. Zudem erreichte die Single Platz 2 in Schweden, Norwegen, Dänemark, Finnland, Frankreich, Kanada und Simbabwe, Platz 3 in Spanien sowie Platz 6 in Italien.
In Irland belegte Fernando für sechs Wochen die Spitzenposition der Singlecharts, in Deutschland insgesamt sieben Wochen, in Österreich acht Wochen, in Neuseeland insgesamt neun Wochen und in der Schweiz zwölf Wochen am Stück. Sie wurde in der Schweiz, Belgien, Dänemark, Portugal und Neuseeland zur erfolgreichsten Single des Jahres und belegte in den Jahresstatistiken außerdem Platz 4 in Deutschland und Österreich, Platz 5 in Südafrika, Platz 7 in Großbritannien und den Niederlanden sowie Platz 9 in Frankreich.
Einen besonders großen Erfolg hatte ABBA mit Fernando in Australien, wo die Single kurz nach ihrer Promotiontour im Zuge der Abbamania am 15. März 1976 in die Charts einstieg. Sie löste am 5. April Bohemian Rhapsody von Queen vom 1. Platz ab und belegte ihn für 14 Wochen hintereinander. Damit stellte Fernando einen Rekord auf, der erst 2017 durch Ed Sheeran gebrochen wurde. Sie hielt sich für insgesamt 40 Wochen in den australischen Singlecharts.
| ChartsChartplatzierungen       | Höchstplatzierung | Wochen |
| ------------------------------ | ----------------- | ------ |
| Schweden (GLF)                 | 2 (22 Wo.)        | 22     |
| Deutschland (GfK)              | 1 (26 Wo.)        | 26     |
| Österreich (Ö3)                | 1 (24 Wo.)        | 24     |
| Schweiz (IFPI)                 | 1 (22 Wo.)        | 22     |
| Vereinigtes Königreich (OCC)   | 1 (15 Wo.)        | 15     |
| Vereinigte Staaten (Billboard) | 13 (16 Wo.)       | 16     |

| ChartsJahrescharts (1976) | Platzierung |
| ------------------------- | ----------- |
| Deutschland (GfK)         | 4           |
| Österreich (Ö3)           | 4           |
| Schweiz (IFPI)            | 1           |

### Auszeichnungen für Musikverkäufe
Bis Jahresende 1976 wurde die Single weltweit rund 6 Millionen Mal verkauft. Vereinzelte Quellen geben insgesamt bis zu 10 Millionen verkaufte Stück an, was allerdings nie durch Zertifizierungen belegt wurde.
In Deutschland war sie bis 2021 mit mehr als 600.000 abgesetzten Einheiten die einzige ABBA-Single mit Gold-Auszeichnung. Auch in Frankreich wurden mehr als 500.000 Stück verkauft, wofür Fernando mit Gold ausgezeichnet wurde. Ebenso erreichte die Single Gold-Status in Großbritannien, wo sie 874.000 Mal abgesetzt wurde. Zudem erzielte sie Gold in Irland für 50.000 Stück, in Kanada für 75.000 Stück und Dreifach-Platin in Neuseeland für 60.000 Stück. In Portugal wurden nachweislich 80.000 Stück abgesetzt.
In Australien, wo bis dahin Hey Jude von The Beatles Rekordhalter gewesen war, bezifferte das Plattenlabel RCA die Verkaufszahlen von Fernando mit 400.000 Stück, während 1979 das Billboard-Magazin 720.000 Stück anführte. Fernando avancierte zur meistverkauften Single des Landes und wurde erst 1997 durch Candle in the Wind von Elton John an Verkaufszahlen übertroffen.
| Land/Region                  | Auszeichnungen für Musikverkäufe (Land/Region, Auszeichnung, Verkäufe) | Verkäufe  |
| ---------------------------- | ---------------------------------------------------------------------- | --------- |
| Australien (ARIA)            | —                                                                      | 720.000   |
| Deutschland (BVMI)           | Gold                                                                   | 600.000   |
| Frankreich (SNEP)            | Gold                                                                   | 500.000   |
| Irland (IRMA)                | Gold                                                                   | 50.000    |
| Kanada (MC)                  | Gold                                                                   | 75.000    |
| Neuseeland (RMNZ)            | 3× Platin                                                              | 60.000    |
| Portugal (AFP)               | —                                                                      | 80.000    |
| Vereinigtes Königreich (BPI) | Gold                                                                   | 903.000   |
| Insgesamt                    | 5× Gold · 3× Platin ·                                                  | 3.088.000 |

Hauptartikel: ABBA/Auszeichnungen für Musikverkäufe